# 贵州省
贵州省，简称贵，别称黔，是中華人民共和国西南地区的一个省份，位于云贵高原东部。省会是贵阳市。貴州介于东经103°36′—109°35′、北纬24°37′—29°13′之间，东毗湖南、南邻广西、西连云南、北接四川和重庆。全省东西长约595公里，南北相距约509公里，面积约17.6万平方公里，占中国国土面积的1.8%，共有9个地级行政区划单位，88个县级行政区划单位。2022年常住人口约为3856.00万，贵州是一个多民族共居的省份，汉族占全省总人口的63.89%，少数民族人口占全省人口的36.11%。素有多彩贵州之称。
贵州之前作为中国经济欠发达省份，自2010年来经济发展逐渐增速，2019年GDP增速領跑中國，2022年GDP为20164.58亿人民币，位列31个省级单位第22名。由于基础建设的完善，国家高速公路网、多条高速铁路设施的建设完善，使得贵州交通逐渐便利，贵阳已成为西南地区的高铁枢纽，因山川河流，少数民族众多，使得贵州拥有丰富的旅游资源。著名的“亚洲第一大瀑布”黄果树瀑布就位于贵州安顺市境内，贵州以“多彩贵州”对外宣传，近年来旅游业及贵阳大数据产业发展迅速。由于深厚的历史积淀和独特的地理位置，这里成为各民族文化交汇的熔炉，孕育出独具特色的文化生态。

## 历史
貴州建省约有600年歷史，不過，貴州境內的人文历史可以追溯得更远。贵州是古人类发祥地之一，远古人类化石和远古文化遗存发现颇多。根据考古發掘，中国南方主要的旧石器时代文化遗址，多是在貴州境内发现的。
春秋时期，在今贵州境内有牂牁古国，并与中原有交往。战国时属于楚国的黔中郡，地域面积在今贵州沿河到榕江以东，包括铜仁地区和黔东南部分县。秦始皇统一中国后，贵州分属巴郡、蜀郡、黔中郡和象郡管辖。西汉初年，贵州分属益州刺史部犍为郡和牂牁郡。犍为郡管辖今贵州北部、四川南部、重庆南部的大部分地区。牂牁郡管辖今贵州南部及周边地区。西汉中晚期，贵州北部大部分地区划入牂牁郡管辖。牂牁郡领14县。三国时蜀漢牂牁郡治且兰（今贵州凯里西北）。领7县：且兰、毋敛、广谈、鄨县、平邑、夜郎、谈指。唐朝曾在此设黔中道，建黔州郡，设黔州都督府。唐代贵州境内出现了几个对后来产生深远影响的地方土司政权。
“贵州”名称，始于宋朝。公元974年，土著首领普贵以控制的矩州归顺，宋朝在敕书中有：“惟尔贵州，远在要荒”一语，这是以贵州之名称此地区的最早记载。除此以外，還有另一種說法，指貴州的名稱源自「羅氏鬼國」；因為「鬼」不好聽，才轉音為「貴」，也有一說，因此地地形崎嶇，交通不便，運送物資不易，造成百物昂貴，故有"貴州"之名。中國彝族的先民曾被稱為「羅羅」或「羅蘇」。唐宋時代，隨着大理國崛起，彝族部落開始越過烏蒙山，在今天貴州地區廣泛發展。他們在唐末已形成較大的獨立政權，被稱為“大鬼主羅殿王”。宋末，貴州中部有羅氏鬼國，或稱為羅施鬼國，依附於宋；南部則有羅殿國，依附於大理。
元朝至元十六年（1279年）置八番羅甸宣慰司。至元十九年（1282年），設順元等路軍民宣慰司。至元二十九年（1292年），順元、八番兩宣慰司合併，設八番順元宣慰司都元帥府於貴陽。後來又以烏江上游的鴨池河為界分為水東、水西。水西由安姓土司統治。水東由宋姓土司統治。至明初，彝族土司管轄今貴州省除遵義、銅仁、黔東南之外的大部分地區。
明朝永乐十一年（公元1413年）设置贵州承宣布政使司，貴州正式建制為省級名稱。废思州宣慰司与思南宣慰司，保留水东土司与水西土司，同属贵州布政司管辖。
清朝顺治十五年(1658年)，設貴州省。雍正六年（公元1728年），将四川属遵义府，广西属荔波及红水河、南盘江以北地区，湖广属平溪、天柱，划归贵州管理辖。将贵州属永宁州划为四川管理辖。
到了民国时期，1935年红军在撤退转移（中共称“长征”）途中，在遵义召开遵义会议，中共确立了以毛泽东为领导的核心。
1949年中华人民共和国成立，贵州延续以贵州省为名，省会贵阳。
贵州的历史总离不开一个“黔”字，代代相同。战国时代，今天的乌江下游和沅江上游一带被称为黔中，楚国曾在此设立过黔中郡。楚国黔中郡的郡治在辰州。《史记正义》载：“楚黔中郡，其故城在辰州西二十里，皆盘瓠之后也”。战国后期，秦国占领了楚国的黔中郡和巫郡，并将两郡合并为新的黔中郡，郡治在今沅陵。考古学家曾在沅陵出土过大量的黔中郡文物。
西汉初年，将黔中郡改为武陵郡，从此此地又称为武陵，而武陵山就是如此得名。武陵之名出现后，便沿袭到魏晋南北朝。东晋时期的陶渊明在《桃花源记》中写道“武陵人捕鱼为业……”，从此，武陵开始成为桃源、故乡的代称。武陵郡的管辖范围，也就相当于今天的武陵山区。
隋朝时期，废除了武陵郡，设立了黔州，置彭水县。当时田宗显成为黔州刺史，开始了田氏在黔东北的世袭统治。唐朝时期，在州之上设置道，黔州最初隶属于江南道。开元年间，分江南道为江南西道、江南东道和黔中道。黔中道管辖云贵高原东部地区，包括今天贵州省的大部分地区，以及原黔中郡（武陵郡—黔州）。黔中道德中心在黔州，而黔州的中心在彭水。
从黔中郡到黔州、在到黔中道，“黔”字所能代表的地区已经代表今天的整个贵州省，甚至更大。除了贵州省简称黔以外，重庆有黔江、湖南有黔阳等称呼，都是在黔中道的范围之内。唐朝后期柳宗元写下的《黔之驴》，讲的应该是发生在黔中道东部沅江地区的故事，因为柳宗元曾被贬永州，这里是江南西道和黔中道的交界地带。该时期黔中的风景就已经被人们所认可，孟郊在《赠黔府王中丞楚》中写道“旧说天下山，半在黔中青。 又闻天下泉，半落黔中鸣。 ”白居易在《送萧处士游黔南》中写道“不醉黔中争去得，磨围山月正苍苍。”
宋朝时期，黔州隶属于夔州路。由于播州杨氏、水西罗氏、水东宋氏的崛起，黔州不在管辖播州（遵义一带）、贵州（贵阳一带）、水西（毕节一带），该时期黔州能直接控制的为原黔中郡地区，还有代理管辖乌江以南的羁縻府。该时期，黔作为武陵山地区的地名已经深入人心，黄庭坚有词云“黔中桃李可寻芳”、“万里黔中一漏天”。

## 地理
贵州省简称“黔”或“贵”，位于中国西南的东南部，介于东经103°36′—109°35′、北纬24°37′—29°13′之间，东毗湖南、南邻广西、西连云南、北接四川和重庆。

### 地貌

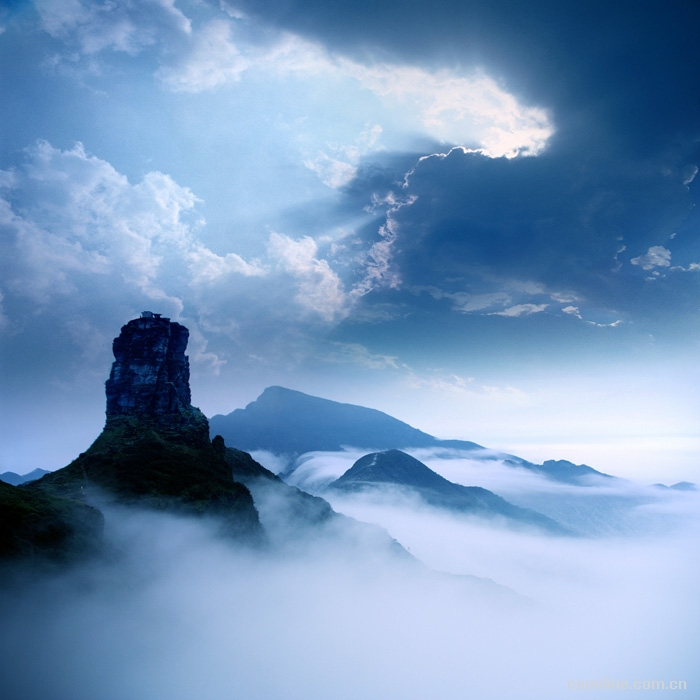
梵淨山紅雲金頂（新金頂）

贵州地貌属于中国西南部高原山地，境内地势西高东低，自中部向北、东、南三面倾斜，平均海拔在1100米左右。高原山地居多，素有“地無三里平”之说。全省地貌可概括分为：高原、山地、丘陵和盆地四种基本类型，其中92.5%的面积为山地和丘陵。境内山脉众多，重峦叠峰，绵延纵横，山高谷深。北部有大娄山，自西向东北斜贯北境，川黔要隘娄山关高1444米；中南部苗岭横亘，主峰雷公山高2178米；东北境有武陵山，由湘蜿蜒入黔，主峰梵净山高2572米；西部高耸乌蒙山，属此山脉的赫章县珠市乡韭菜坪海拔2900.6米，为贵州境内最高点。而黔东南州的黎平县地坪乡水口河出省界处，海拔为147.8米，为境内最低点。贵州岩溶地貌发育非常典型。喀斯特地貌面积109084平方千米，占全省国土总面积的61.9%，境内岩溶分布范围广泛，形态类型齐全，地域分布明显，构成一种特殊的岩溶生态系统。

### 气候
贵州气候温暖湿润，属亚热带季风气候区。冬暖夏凉，气候宜人。其中，最冷月（1月）平均气温在1.9℃-10.4℃，高于同纬度其他地区；最热月（7月）平均气温在17.7℃-27.9℃之间，为典型夏凉地区, 省会贵阳拥有“中国避暑之都”美誉。年均降水量1181mm，雨季明显，年均日照时数1185小时，年均无雨日数190天，阴天多，常年相对湿度在80.1%以上。贵州立体气候明显，“一山分四季，十里不同天”。

### 水文

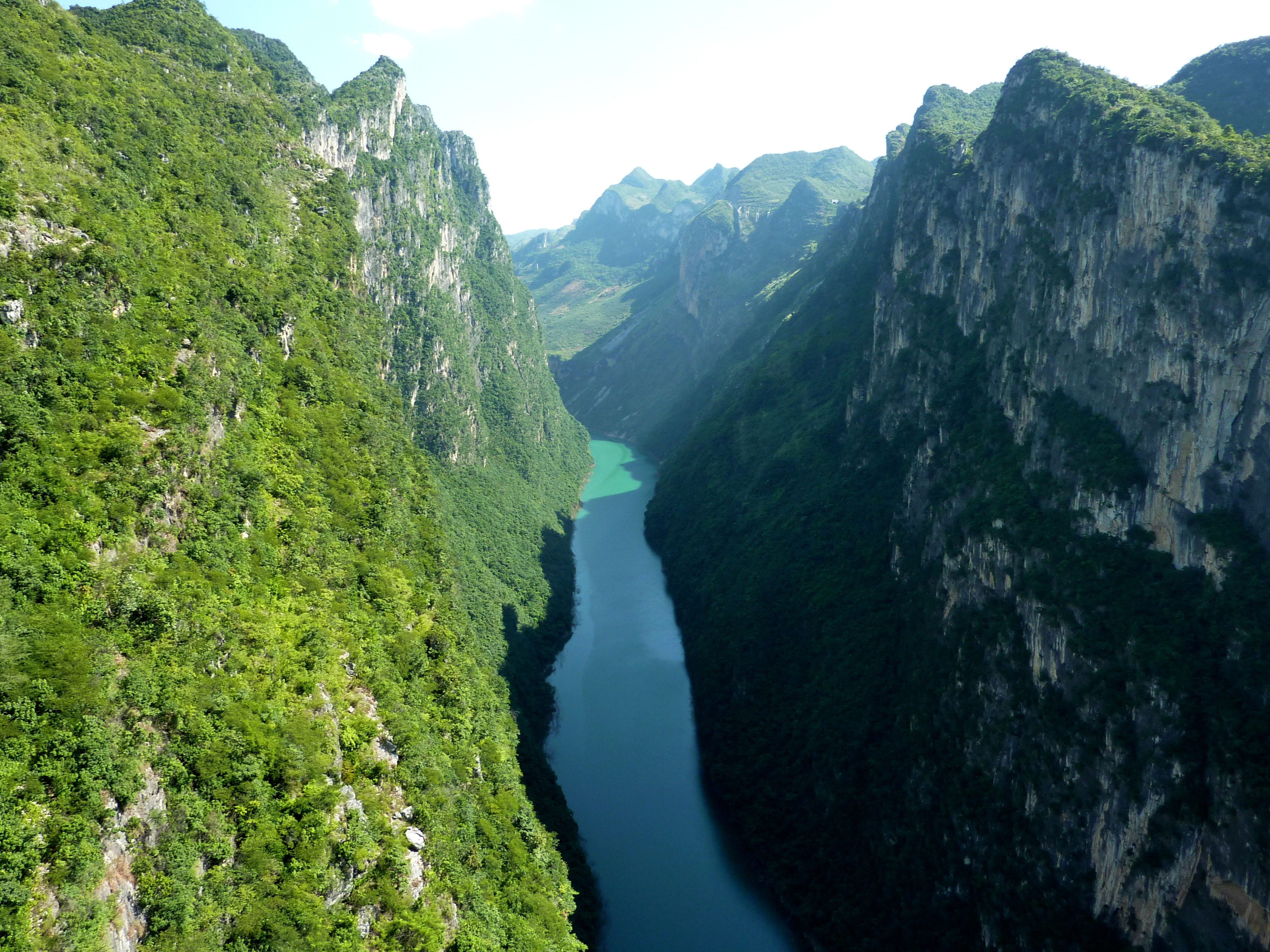
北盘江

贵州境内河网密度大，河流坡度陡，天然落差大，水能资源丰富。水能资源蕴藏量为1874.5万千瓦，居全国第六位，其中可开发量达1683万千瓦，占全国总量的4.4%，特别是水位落差集中的河段多，开发条件优越。乌江、南盘江、北盘江、都柳江等水力资源丰富。

### 矿产资源
贵州素有“沉积岩王国”之称，具有成矿地质条件较好、总量大、类型多、优势矿种分布较集中等优点。截止2011年底，全省已发现各类矿产137种，占全国172种的79.65%；查明有资源储量的矿产86种，占全国160种的53.75%；列入储量表78种，其中，50种位居全国总量的前十位，22种排前三位，12种排第四至第五位。截止2012年，全省查明矿产地3311处，按规模分：大型矿床220处，中型矿床383处，小型矿床2708处；按矿类分：能源矿产780处，金属矿产998处，非金属矿产1533处。煤、磷、铝、金、锰、锑、铅、锌、重晶石、钼镍矾及其它非金属矿产等是贵州省优势矿产。贵州是中国西电东送重要省区，也是国家确定的南方重要能源、原材料基地。煤炭资源丰富，煤种齐全、煤质优良，全省含煤面积约7万平方千米，埋深2000米以浅的煤炭资源总量2588亿吨，全省已探获煤炭资源量707.61亿吨，保有资源量683.42亿吨，居全国第五位。贵州煤层气、页岩气等新兴能源资源蕴藏丰富，前景广阔，2000米以浅的煤层气储量31511亿立方米，居全国第二位。

### 生物资源
贵州省是中国野生动植物物种资源比较丰富的省份。全省有野生动物资源1000余种，其中黔金丝猴、黑叶猴、黑颈鹤等16种为国家一级保护动物。国家二级保护动物有71种，主要有穿山甲、黑熊、水獭、大灵猫、小灵猫、林麝、红腹雨雉、白冠长尾雉、红腹锦鸡等。共建立国家级自然保护区9个。植物资源有森林、草地、农作物品种、药用植物、野生经济植物和珍稀植物等六类。银杉、珙桐、梵净山冷杉、贵州苏铁等15种为国家一级保护植物，植物物种丰富程度居全国第四位。“夜郎无闲草，黔地多良药”，贵州省是全国四大中药材产区之一，有药用植物资源4419种，占全国中草药品种的80%，居全国第二位。贵州农作物品种丰富，栽培的粮食作物、油料作物、纤维植物和其他经济作物近600个品种，粮食作物以水稻、玉米、小麦、马铃薯、甘薯、大豆为主，其他经济作物主要有蔬菜、茶叶、烤烟、水果、甘蔗等品种。经济林木主要有油桐、油茶、乌桕、漆树、核桃等，大方生漆、六马桐油为贵州名优土特产品代表。

### 四至
| 方位 | 地点                             | 坐标                                            |
| ---- | -------------------------------- | ----------------------------------------------- |
| 北   | 遵义市道真仡佬族苗族自治县       | 29°13′28″N 107°33′19″E / 29.22440°N 107.55520°E |
| 东   | 黔东南苗族侗族自治州天柱县地湖乡 | 26°45′37″N 109°35′38″E / 26.76040°N 109.59400°E |
| 南   | 黔西南布依族苗族自治州兴义市     | 24°37′15″N 104°43′40″E / 24.62080°N 104.72790°E |
| 西   | 毕节市威宁彝族回族苗族自治县     | 27°03′54″N 103°36′00″E / 27.06490°N 103.59990°E |

## 行政区划
贵州省现辖6个地级市、3个自治州，下设16个市辖区、10个县级市、50个县、11个自治县、1个特区。
- 地级市：贵阳市、六盘水市、遵义市、安顺市、毕节市、铜仁市
- 自治州：黔西南布依族苗族自治州、黔东南苗族侗族自治州、黔南布依族苗族自治州

| 贵州省行政区划图 | 贵州省行政区划图       | 贵州省行政区划图                    | 贵州省行政区划图  | 贵州省行政区划图        | 贵州省行政区划图 | 贵州省行政区划图 | 贵州省行政区划图 | 贵州省行政区划图 | 贵州省行政区划图 | 贵州省行政区划图 |
| --- | ---------------------- | ----------------------------------- | ----------------- | ----------------------- | ---------------- | ---------------- | ---------------- | ---------------- | ---------------- | ---------------- |
| 贵阳市 六盘水市 遵义市 安顺市 毕节市 铜仁市 黔西南布依族 · 苗族自治州 黔东南苗族 · 侗族自治州 黔南布依族 · 苗族自治州 |                        |                                     |                   |                         |                  |                  |                  |                  |                  |                  |
| 区划代码 | 区划名称               | 汉语拼音                            | 面积 （平方公里） | 常住人口 （2020年普查） | 政府驻地         | 县级行政区划     | 县级行政区划     | 县级行政区划     | 县级行政区划     | 县级行政区划     |
| 区划代码 | 区划名称               | 汉语拼音                            | 面积 （平方公里） | 常住人口 （2020年普查） | 政府驻地         | 市辖区           | 县级市           | 县               | 自治县           | 特区             |
| 520000 | 贵州省                 | Guìzhōu Shěng                       | 176,098.58        | 38,562,148              | 贵阳市           | 16               | 10               | 50               | 11               | 1                |
| — 地級市 — |                        |                                     |                   |                         |                  |                  |                  |                  |                  |                  |
| 520100 | 贵阳市                 | Guìyáng Shì                         | 8,043.37          | 5,987,018               | 观山湖区         | 6                | 1                | 3                |                  |                  |
| 520200 | 六盘水市               | Liùpánshuǐ Shì                      | 9,914.49          | 3,031,602               | 钟山区           | 2                | 1                |                  |                  | 1                |
| 520300 | 遵义市                 | Zūnyì Shì                           | 30,766.87         | 6,606,675               | 汇川区           | 3                | 2                | 7                | 2                |                  |
| 520400 | 安顺市                 | Ānshùn Shì                          | 9,228.24          | 2,470,630               | 西秀区           | 2                |                  | 1                | 3                |                  |
| 520500 | 毕节市                 | Bìjié Shì                           | 26,848.51         | 6,899,636               | 七星关区         | 1                | 1                | 5                | 1                |                  |
| 520600 | 铜仁市                 | Tóngrén Shì                         | 18,013.52         | 3,298,468               | 碧江区           | 2                |                  | 4                | 4                |                  |
| — 自治州 — |                        |                                     |                   |                         |                  |                  |                  |                  |                  |                  |
| 522300 | 黔西南布依族苗族自治州 | Qiánxīnán Bùyīzú Miáozú Zìzhìzhōu   | 16,806.26         | 3,015,112               | 兴义市           |                  | 2                | 6                |                  |                  |
| 522600 | 黔东南苗族侗族自治州   | Qiándōngnán Miáozú Dòngzú Zìzhìzhōu | 30,282.34         | 3,758,622               | 凯里市           |                  | 1                | 15               |                  |                  |
| 522700 | 黔南布依族苗族自治州   | Qiánnán Bùyīzú Miáozú Zìzhìzhōu     | 26,194.98         | 3,494,385               | 都匀市           |                  | 2                | 9                | 1                |                  |

## 人口

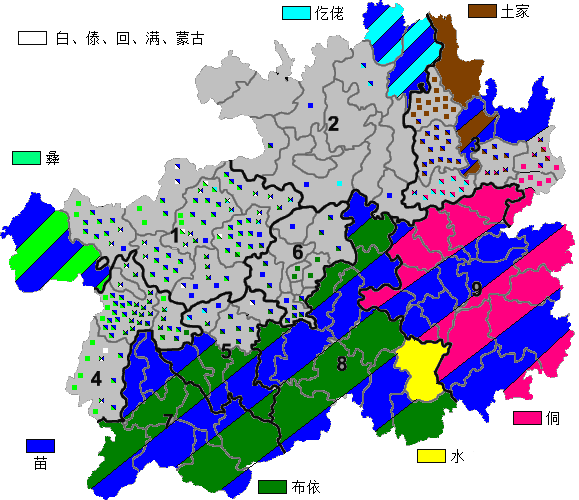
贵州省少數民族分布圖（不包括回族）

截至2019年末，贵州省常住人口3622.95万人，比上年末增加22.95万人。其中，城镇常住人口1775.97万人，占年末常住人口的比重为49.02%，比上年末提高1.5个百分点。全年出生人口49.30万人，出生率为13.65‰；死亡人口25.10万人，死亡率为6.95‰；自然增长率为6.7‰。

### 民族
贵州是一个多民族共居的省份，全省共有民族成分56个，其中世居民族有汉族、苗族、布依族、侗族、土家族、彝族、仡佬族、水族、回族、白族、瑶族、壮族、畲族、毛南族、满族、蒙古族、仫佬族、羌族等18个民族。在贵州黔西北地区还分布有穿青族（也叫青族、川青族），由于多次考察所遗留的疑问，穿青族暂不在中華人民共和国認定的56个民族中，其身份证上所注民族为“穿青人”。 
据全国第六次人口普查，全省人口超过10万的有汉族（2234.42万，占64.3%）、苗族（396.84万，占11.4%）、布依族（251.06万，占7.2%）、土家族（143.7万，占4.1%）、侗族（143.19万，占4.1%）、彝族（83.45万人，占2.4%）、仡佬族（49.52万，占1.4%）、水族（34.87万，占1.0%）、回族（18.48万，占0.53%）、白族（17.95万，占0.52%）和黎族（13.52万，占0.39%）。 
2009年末，贵州少数民族人口占全省总人口的39%。全省有3个民族自治州、11个民族自治县，地级行政区划单位占全省的30%，县级行政区划单位46个，占全省的52.3%；少数民族自治地区国土面积9.78万平方公里，占全省国土面积的55.5%。还有253个民族乡。千百年来，各民族和睦相处，共同创造了多姿多彩的贵州文化。
| 民族名称                | 汉族       | 苗族      | 布依族    | 土家族    | 侗族      | 彝族    | 未定族称人口 | 仡佬族  | 水族    | 白族    | 其他民族 |
| ----------------------- | ---------- | --------- | --------- | --------- | --------- | ------- | ------------ | ------- | ------- | ------- | -------- |
| 人口数                  | 24,511,882 | 4,506,912 | 2,710,606 | 1,696,664 | 1,650,871 | 959,302 | 698,234      | 550,322 | 371,367 | 214,802 | 691,186  |
| 占总人口比例（%）       | 63.56      | 11.69     | 7.03      | 4.40      | 4.28      | 2.49    | 1.81         | 1.43    | 0.96    | 0.56    | 1.79     |
| 占少数民族人口比例（%） | －         | 32.08     | 19.29     | 12.08     | 11.75     | 6.83    | 4.97         | 3.92    | 2.64    | 1.53    | 4.92     |

## 宗教
貴州宗教
貴州主要的宗教是中國民間信仰、道教和佛教。根據2007年和2009年進行的調查，貴州有31.18％的人口有祖先崇拜，0.99％的人口是基督徒。報告沒有提供其他宗教的統計數字；65.83％的人口無宗教或信奉中國民間宗教、佛教、儒教、道教和伊斯蘭教。少數民族（苗族和布依族）信仰泛靈論。

## 经济

### 概述
2020年，贵州省地区生产总值17826.56亿元，比上年增长4.5%。其中，第一产业增加值2539.88亿元，增长6.3%;第二产业增加值6211.62亿元，增长4.3%；第三产业增加值9075.07亿元，增长4.1%。第一产业增加值占地区生产总值的比重为14.2%，所占比重比上年提高0.6个百分点；第二产业增加值占地区生产总值的比重为34.8%，比上年下降0.8个百分点；第三产业增加值占地区生产总值的比重为50.9%，所占比重比上年提高0.1个百分点。人均地区生产总值46267元。
2019年，贵州省财政总收入3047.81亿元，比上年增长2.5%。一般公共预算收入1767.36亿元，比上年增长2.3%。其中，税收收入1203.93亿元，下降4.9%；非税收入563.42亿元，增长22.3%。
截至2019年末，贵州省就业人员2049.40万人。全年城镇新增就业78.49万人，比上年增长1.0%。其中，失业人员再就业14.66万人，就业困难人员实现就业7.93万人。年末城镇登记失业率为3.11%。
2019年，贵州省居民人均可支配收入20397元，比上年增长10.7%。按常住地分，城镇居民人均可支配收入34404元，增长8.9%；农村居民人均可支配收入10756元，增长10.7%。全年居民人均消费支出14780元，比上年增长7.1%。按常住地分，城镇居民人均消费支出21402元，增长3.0%；农村居民人均消费支出10222元，增长11.5%。年末每百户城镇居民家庭拥有家用汽车43.19辆，比上年末增长8.3%；拥有空调37.23台，增长7.9%。每百户农村居民家庭拥有家用汽车22.84辆，比上年末增长16.7%；拥有摩托车54.31辆，增长2.3%；拥有热水器61.93台。年末城镇常住居民人均现住房面积38.19平方米，比上年末增长0.7%；农村常住居民人均现住房面积35.31平方米，增长0.9%。

### 高新技术
贵州省在高新技术，尤其是互联网大数据领域不断探索。有人认为，贵州省发展大数据具有氣溫低、生态环境好、能源价格低、地质稳定等得天独厚的先天优势，是中国南方最适合建设大型数据中心的省份。有人指出，该省把发展大数据作为“一把手”工程来抓，在系统平台建设、大数据立法、大数据交易、大数据创业创新等方面率先起步，在该领域已经积累了一些先行优势。

### 基础设施建设
近年来，贵州实施了高速公路、铁路、水运、水利、信息等基础设施建设，推进了“四在农家·美丽乡村”的“小康水”、“小康路”等建设。城乡基础设施正在加快改善，长期制约经济社会发展的交通、水利等瓶颈也在加快破解，有方面称该省“资源要素配置效率明显提高，开放合作水平明显提升，一批国内外优强企业相继落户贵州，为经济平稳较快发展提供了重要的基础支撑”。

### 农业
2015年全年粮食作物种植面积311.49万公顷，比上年下降0.8%。油料作物种植面积59.19万公顷，比上年增长1.7%。烤烟种植面积18.17万公顷，比上年下降16.1%。蔬菜种植面积99.63万公顷，比上年增长7.8%。中药材种植面积15.58万公顷，比上年增长6.3%。粮食总产量1180.00万吨，比上年增长3.7%，创历史最高水平。

### 酿酒业
贵州历来是酿酒大省强省，主要以酱香型酒和浓香型酒为代表。其中茅台酒更是被称为国酒，其酒绵醇浓香、风味独特。茅台酒的酿制技艺更是获得国家级非物质文化遗产。

### 旅游业
贵州旅游资源丰富，自2014年底高铁开通后，吸引了大量游客前往贵州旅游，特别是广东广西，湖南湖北等周边旅客，2015年，全省共接待游客3.76亿人次，比上年增长17.1%，“十二五”时期年均增长23.9%；其中，接待国内旅游人数3.75亿人次，增长17.1%；接待入境旅游人数94.09万人次，增长10.0%。实现旅游总收入3,512.82亿元，比上年增长21.3%，“十二五”时期年均增长27.0%。

## 文化

### 饮食
酸辣是贵州菜的主要特点，著名菜点大多与辣椒密切相关，如凯里酸汤鱼、遵义羊肉粉、贵阳肠旺面等，都需要用辣椒来调味，各类酸菜如酸萝卜，酸豆角等搭配辣椒，使得黔菜菜肴更是口感各异，又分为油辣、糊辣、青辣、酸辣、麻辣、蒜辣等几大系列，有的辣而酸、有的辣而香、有的辣得令人张口咋舌、大汗淋漓。再加上贵州人对辣椒要求比较高，在一家好的饭馆，就会发现有十几种辣椒供你选择。一般牛肉粉吃素的糊辣椒、羊肉粉吃油辣椒每个地方的味道都不一样。
贵州菜主要属于川菜系列，但贵州菜又有自己独特的风味。四川主要是麻辣型，云南为酸辣型，而贵州主要是鲜辣、酸辣为主要特色。辣、麻、酸混合是黔菜很突出的风味。贵州的干锅系列再加上农家自酿的米酒，农家风味地道醇厚。贵州菜的酸不像山西靠醋来调味，而是酸汤。酸汤是苗族饮食的一大特色，为火锅系列，尤其以酸汤鱼最为好吃。

### 蜡染
贵州蜡染是以家庭为中心的手工副业，由于贵州地域和民族多样性的特点，使贵州民间传统印染工艺形成较强的区域性，即不同的民族或不同的地区有不同的工艺特征。贵州蜡染主要流行于苗族、布依族、水族等少数民族地区，它是一种历史悠久的民间艺术，为劳动人民所创造，也为他们所使用和欣赏。有的具有较为原始的工艺形态，如用动物血液、杨梅汁等直接填红，或用稻草灰混合锅烟煮染等；而有的工艺却比较精湛，如黄平、安顺等地区的苗族彩色蜡染，黔南、黔西南地区布依族的扎染等，其色调之调和，图案之精美、令人惊羡不已。贵州蜡染艺术形成了独特的民族艺术风格，是中国极富特色的民族艺术之花。

## 交通
2019年10月15日，交通运输部确定贵州省为第一批交通强国建设试点地区。 
截至2019年末，贵州省公路通车里程20.47万公里，比上年末增长4.0%，其中，高速公路通车里程7004.47公里，增长8.6%；内河航道里程3755.09公里，增长0.3%。全年铁路、公路、水运货物运输总量106802.26万吨，比上年增长3.7%；货物周转量1953.89亿吨公里，增长8.7%。民航货邮吞吐量12.74万吨，增长8.0%。全年铁路、公路、水运旅客运输总量93756.10万人，比上年增长0.8%；旅客周转量832.94亿人公里，增长4.3%。民航旅客吞吐量3030.88万人次，增长8.3%。

### 公路
贵州是西南地区交通枢纽省份，是西北，西南省区通往沿海的重要中转过境地区。
贵州基本形成以贵阳为中心、沟通贵州各市县的公路网。西南第一条高等级公路——贵阳至黄果树公路已建成通车，并有贵阳至遵义、贵阳至广西新寨的高等级公路。
截止到2013年12月，贵州省境内高速公路里程已达3200公里，含兰海、杭瑞、厦蓉、蓉遵、沪昆、汕昆、都香，贵阳绕城8条国家级高速公路。铜大、思剑、贵兴二线（晴兴）、水盘、遵绥、黎洛等省级高速。
2015年12月31日，贵州省提前三年实现88个县（市、区、特区）通高速的目标，成为西部地区第一个实现县县通高速的省份，也是全国为数不多实现这一目标的省份之一。全省高速公路通车里程超过5100公里，高速公路路网密度达到每百平方公里2.9公里，形成15个高速公路出省通道，与相邻省（区、市）形成两个以上高速公路通道。
“十三五”期间，贵州交通预计投入建设资金5000亿元，到2020年，全省公路网总里程达到20万公里，其中，力争建成和在建高速公路里程达到7400公里以上，建成环贵州高速公路，形成23个省际通道，使网络结构更加完善、高速公路密度进一步提高，基本建成以高速公路为骨架、国省干线为支撑、县乡公路为脉络、通村公路为基础的公路网络体系，适应贵州与全国同步全面建成小康社会的需要。

### 鐵路
贵州省会贵阳是中国西南铁路枢纽，以贵阳为中心，黔桂铁路、川黔铁路、沪昆铁路三条铁路干线贯穿贵州，营运里程达2093.00公里（2013年末）。川黔、沪昆铁路已实现了电气化改造，电力牵引营运里程达1138公里，货运量比以前增加一倍。南昆铁路（贵州省境内227公里）已建成通车；水城至株洲电气化复线（贵州省境内596公里）已建成通车；地方与中央合资兴建的水城至柏果铁路、黄桶至织金铁路也将陆续开通。境内铁路主要由中国铁路昆明局集团有限公司、中国铁路南宁局集团有限公司、中国铁路成都局集团有限公司、中国铁路广州局集团有限公司管辖。
2014年12月26日，贵广高铁（贵阳北-都匀东-广州南）正式通车，贵州跨入“高铁时代”。沿线设有22个车站，其中贵州省境内设8个车站。2015年6月18日，沪昆高铁贵州东段（贵阳北-凯里南-铜仁南-新晃）正式开通，贵州全面融入国家高速铁路网。2016年12月28日，沪昆高铁（贵阳北-昆明南）全线贯通，2018年1月25日，连接重庆遵义市至贵阳的渝贵铁路开通运营。2019年12月16日，链接贵阳-毕节-宜宾-乐山-成都的成贵（成都-贵阳）高速铁路全线贯通。安六高速铁路（安顺至六盘水）于2020年7月8日通车，贵南高铁（贵阳至南宁）高铁貴陽至荔波段於2023年8月8日通車，荔波至南寧段8月31日通車，成為贵州省第一条时速350km的高铁。

### 水路
2012年底，贵州省航道里程达3563公里，其中四级航道270公里，五级航道336公里，六级航道1025公里，七级航道670公里，等外航道1262公里。机动船舶总数2404艘/141850千瓦，驳船96艘/15105吨位。全年水路运输完成客运量2453万人次、旅客周转量59520万人公里，分别比去年增长12.21%、15.53%，完成货运量1100万吨、货物周转量165000亿吨公里，比上年分别增长11.45%、15.94%。

### 航空
贵州省有民航机场11个，其中，4E級干线机场1个，为贵阳龙洞堡国际机场；4C級支线机场10个，分别为遵义茅台机场、铜仁凤凰机场、黔西南興義萬峰林機場、安顺黃果樹機場、遵义新舟機場、黔東南凱里黃平機場、黔東南黎平机场、毕节飞雄机场、六盘水月照机场和黔南荔波机场。此外，黔南獨山機場、黔南羅甸機場、銅仁德江機場、六盤水盤州官山機場、畢節威寧草海機場等4C級機場正在興建中。2015年全省机场旅客吞吐量接近1600万，贵阳机场三期扩建正在进行中，目前贵州全省已经建成11个机场，还有5个在興建中。
贵阳龙洞堡国际机场2018年旅客吞吐量已突破2000多万，目前贵阳机场航线共计81条，其中国内始发航线60条，经停航线15条，地区航线2条，国际航线4条。与贵阳机场大规模扩建相呼应的是，贵州多个支线机场已建成或正在興建，还有的即将开工或正在选址。

## 旅游

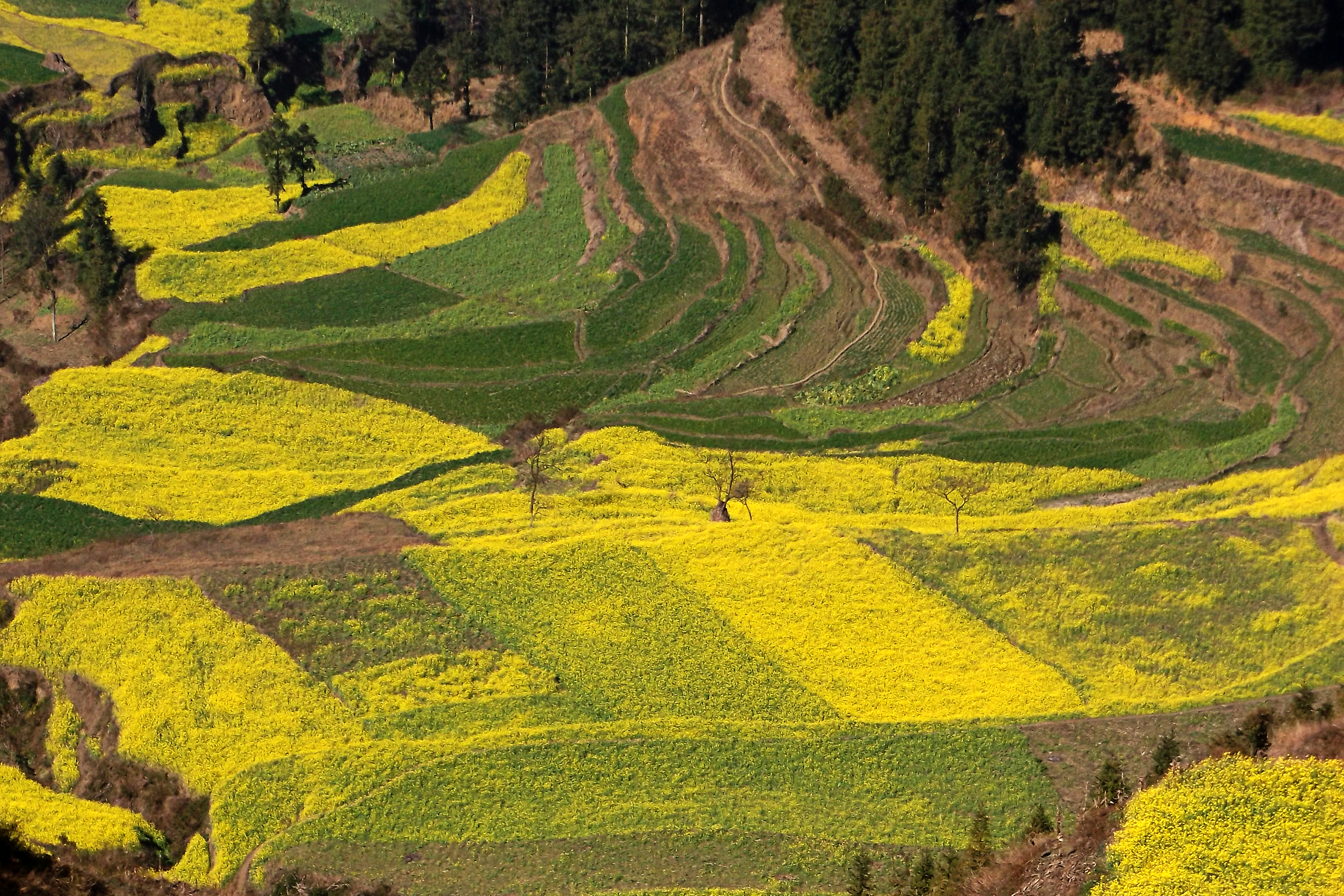
柏家大地

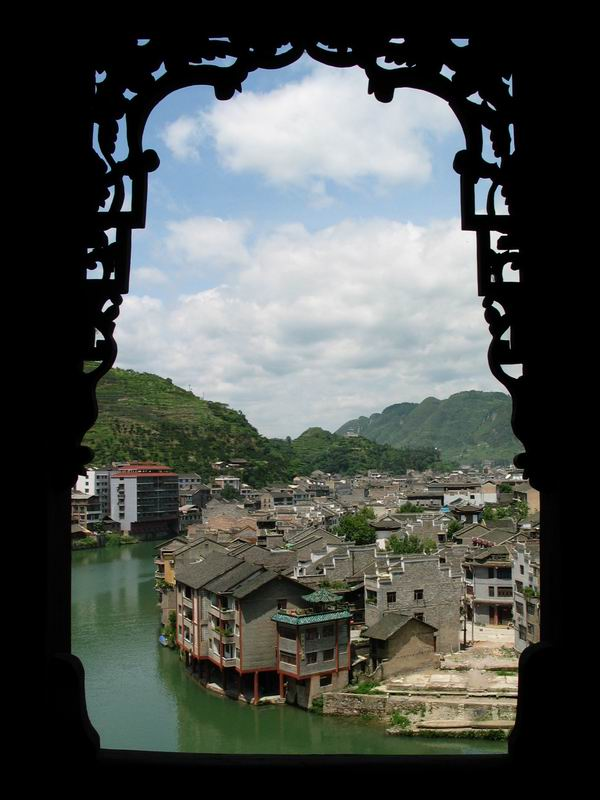
鎮遠縣古城區

貴州旅游資源豐富，自然旅游风光尤其著名，亞洲第一大瀑布黄果树瀑布就坐落在安順境內。
地處云貴高原，山川、河流、溶洞、瀑布眾多，北部有国家历史名城遵义，以遵义会议会址、四渡赤水、娄山关等遗址形成了独特的黔北的红色之旅，省会贵阳打造避暑之都，毕节市的草海以及百里杜鹃，铜仁市的梵净山，黔西南地区的马岭河峡谷，安顺的黄果树瀑布和龙宫，黔东南和黔南地区的侗族和苗族等少数民族风情和自然风光，都独具特色，近年来，贵州的旅游产业正在蓬勃发展中，贵州是迷人的“天然公园”。境内自然风光神奇秀美，山水景色千姿百态，溶洞景观绚丽多彩，野生动物奇妙无穷，文化和革命遗迹闻名遐迩；山、水、洞、林、石交相辉映，浑然一体。闻名世界的黄果树瀑布、龙宫、赤水、织金洞、马岭河峡谷等国家级风景名胜区和铜仁梵净山，茂兰喀斯特森林、赤水桫椤国家级自然保护区、威宁草海等国家级自然保护区，犹如一串串璀璨的宝石，五光十色，令人目不暇接、流连忘返。以遵义会议会址和红军四渡赤水遗迹为代表的举世闻名的红军长征文化，更让人驻足凭吊，追思缅怀。多民族悠久灿烂的历史文化，浓郁神秘的民族风情，以及冬无严寒、夏无酷暑的宜人气候，使贵州成为理想的旅游观光和避暑胜地，荔波喀斯特水上森林和赤水丹霞地貌、梵净山被列入《世界自然遗产名录》。

### 热门风景区

#### 黄果树瀑布
中国最大的瀑布，国家5A级风景名胜区，1999年被大世界吉尼斯总部评为世界上最大的瀑布群，列入世界吉尼斯记录。

#### 腊尔山红石林
腊尔山红石林的美原本隐藏在地下面，于2015年9月，当地在打造万亩红枫林景区的过程中被偶然发现，已出土面积大约1500亩。

#### 龙宫
国家5A级风景名胜区之一。有着全国最长、最美丽的水溶洞，还有着多类型的喀斯特景观，被游客赞誉为“大自然的大奇迹”,全世界电磁辐射最小地方。

#### 荔波小七孔
国家级4A级风景名胜区之一，世界自然遗产之一，有至今保存着的世界上面积最大的喀斯特原始森林。分布着峡谷、伏流、地下湖等，充满了神秘、奇特的色彩。

#### 百里杜鹃
因整个天然杜鹃林带宽1～3千米，绵延50余千米，总面积125.8平方公里而得名。“世界上最大的天然花园”，有“地球的彩带、世界的花园”的美称。

#### 天星桥
天星桥是国家4A级风景名胜区，主要观赏石、树、水的美妙结合，是水上石林变化而成的天然盆景区。

#### 梵净山
得名于“梵天净土”，中国十大避暑名山，著名的弥勒菩萨道场，是国家级自然保护区，世界自然遗产、联合国“人与生物圈保护区网”成员。

#### 织金洞
最宏伟最奇特的溶洞，被称为“岩溶博物馆”。洞内空间开阔，岩质复杂拥有40多种岩溶堆积形态，包括世界溶洞中主要的形态类别。

#### 舞阳河
舞阳河风景名胜区包括舞阳河三峡、云台山、铁溪、历史文化名城镇远等景点,融自然山水,名胜古迹。

#### 西江千户苗寨

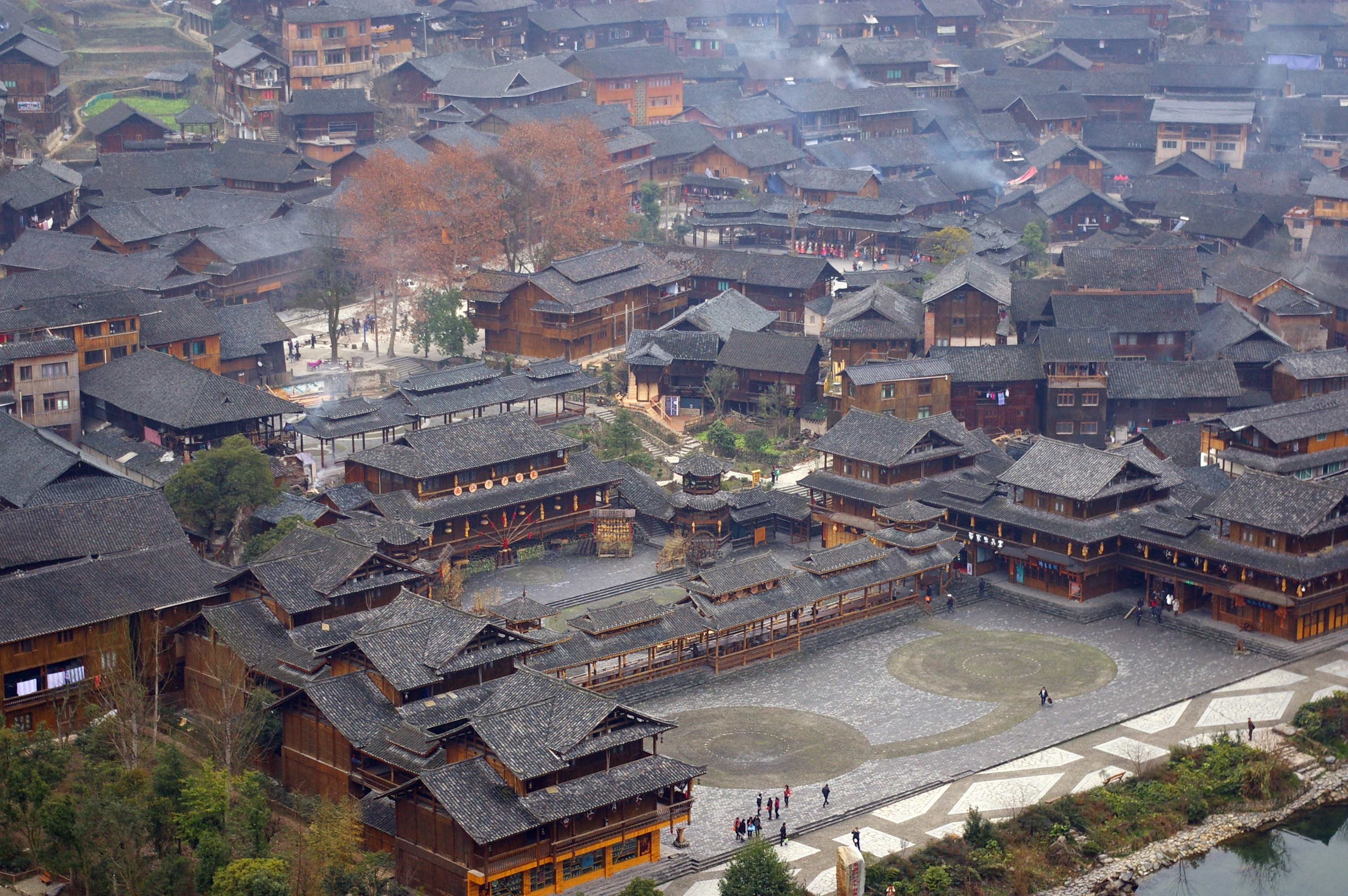
贵州西江千户苗寨

由十余个依山而建的自然村寨相连成片，全世界最大的苗族聚居村寨。西江有远近闻明的银匠村，苗族银饰全为手工制作，其工艺具有极高水平。

#### 赤水丹霞
世界自然遗产。保持了最完整、具有代表性的中亚热带森林生态系统和物种多样性，形成“丹山”、“碧水”、“飞瀑”、“林海”有机结合的丹霞景观。

#### 双乳峰
喀斯特的峰林绝品，是鬼斧神工的自然造化。这里的布依族群众一直把它当作“大地母亲”和“生命之源”来崇拜。两座兀立的石峰形同女性丰满的双乳，是当地居民生殖崇拜的自然景观。

#### “黎从榕” 苗侗文化旅游区
黔东南州的苗寨侗乡，以其南部地区最为集中且最具代表性，沿“榕江、从江、黎平”线，可体味最富特色的苗寨侗乡风情。

#### 斗篷山、剑江
国内距离城市最近的原始林区，原始森林覆盖率近90%，其中海拔1800米的高山台地上，有原始古林近百公顷，林木根部全部长在岩石缝隙之中。剑江景区资源丰富，是一个集自然山水、园林、桥梁、文物古迹、民族风情为一体的独具特色的风景区。

#### 妥乐
位于贵州省盘州市的国家AAAA级景区，流水潺潺，小桥流水，风景秀丽，古树绵绵，小桥映虹，奇峰傍寺。全妥乐村拥有古银杏1200余株，胸径一般在50一150cm，最大220cm。一般树龄在300年以上，最长者为1200余年，树干高达几十米。是世界上古银杏生长密度最高、保存最完好的地方。被称为“世界古银杏之乡”。

#### 乌蒙大草原

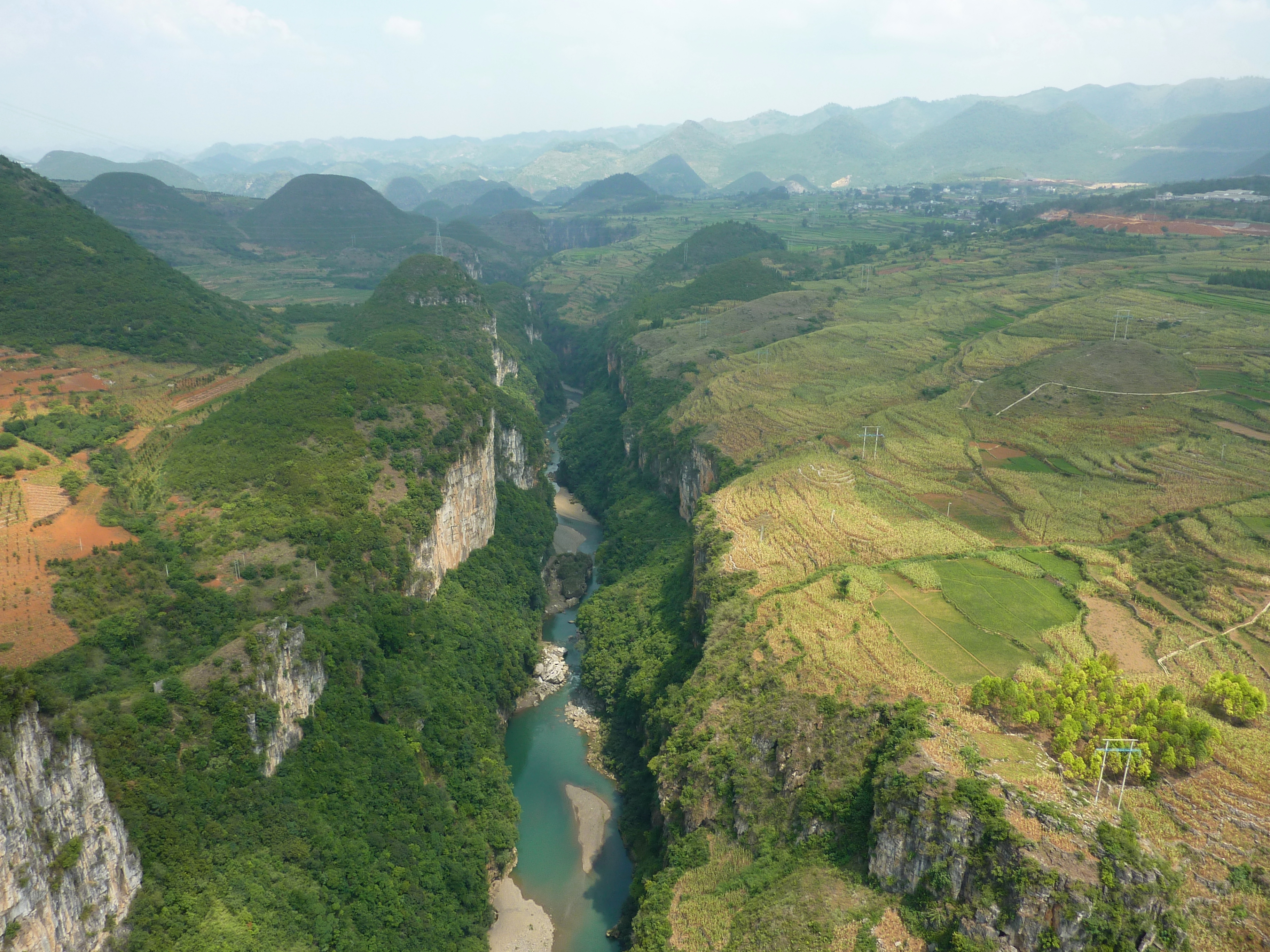
马岭河峡谷

西南地区海拔最高，面积最大的高原草场之一。位于贵州省盘州市。这里有一望无际的独特高原草场，有万亩高原矮杜鹃林，有充满神奇色彩美丽动人的高山湖泊，有民族文化浓郁的彝族风情，有世界罕见的自然奇观——佛光，并融雄、奇、险、峻、幽于一身的牛棚梁子大山、八担山等。

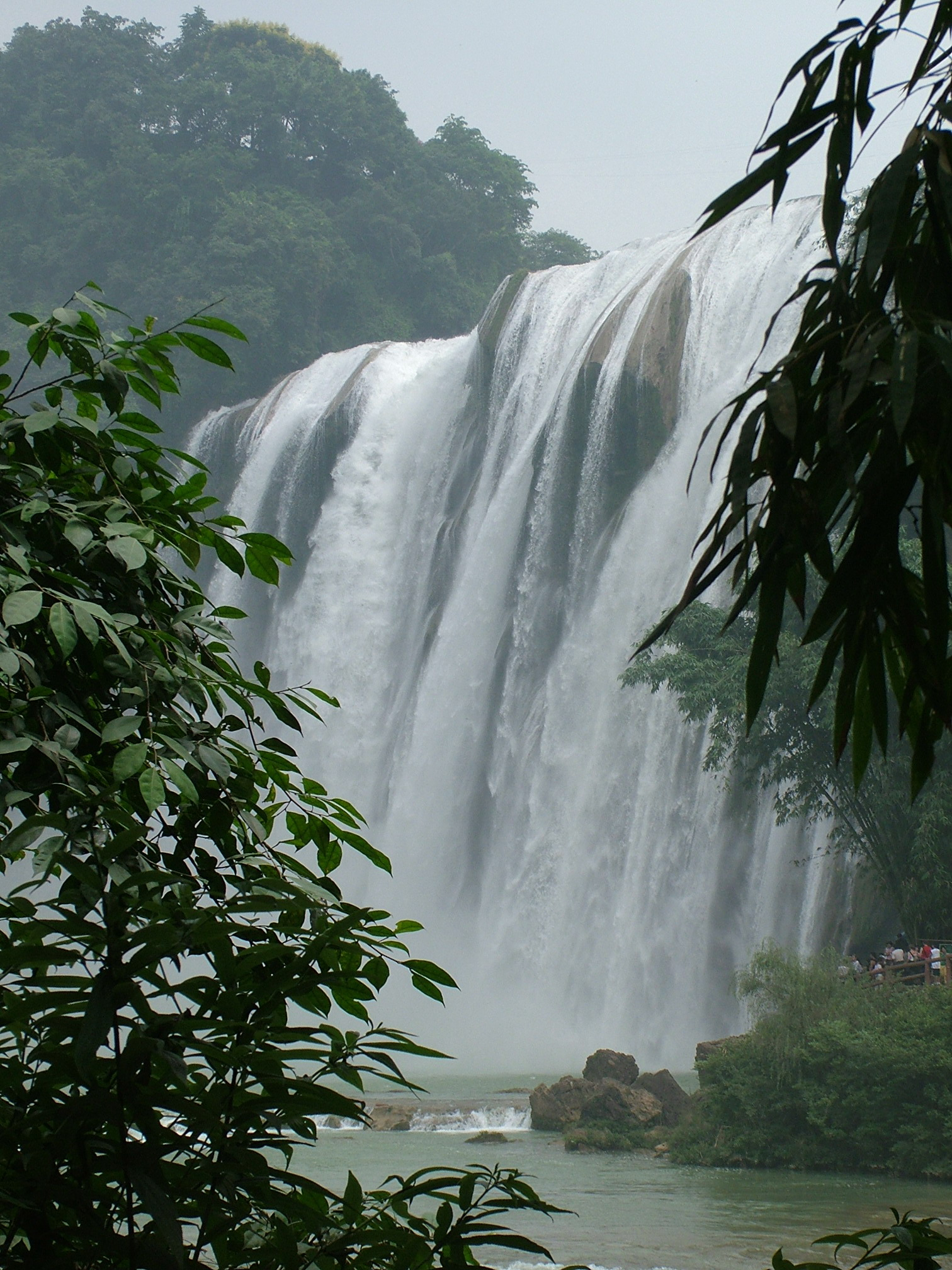
黄果树瀑布

- 腊尔山红石林、万峰林
- 花溪、黔灵山公园
- 梵净山
- 雷公山
- 草海
- 黄果树瀑布黄果树瀑布
- 青岩古镇
- 镇远古城
- 龙宫溶洞
- 天星桥
- 紫云格凸河
- 遵义会议会址
- 赤水
- 马岭河峡谷马岭河峡谷
- 红枫湖
- 花江大峡谷
- 杉木河
- 西江千户苗寨
- 毕节百里杜鹃、大方支嘎阿鲁湖

## 教育
截至2020年末，贵州省拥有普通小学6855所，在校生397.27万人；初中学校2020所，在校生178.07万人；普通高中471所，在校生97.52万人；中等职业教育（学校）184所，在校生40.36万人；普通高等学校75所，在校生84.02万人；研究生培养单位10个，在学研究生2.77万人。全省九年义务教育巩固率95.0%，高中阶段毛入学率90.7%，高等教育毛入学率41.6%。
贵州省各县市区均匀至少3所以上高中，10所以上初中。从2001年开始，贵州省组建了评估专家组，在全省各县市区范围内评估省级示范性普通高中，截止2012年9月，全省共88所省级示范性高中，2013年贵州省教育厅颁布《贵州省普通高中教育质量提升三年行动计划(2014-2016年)》意见表示“贵州省未来三年拟建百所省级示范性高中。
贵州省主要高校都集中在贵阳市，贵阳市有贵州大学（211工程院校）、贵州师范大学、贵州民族大学、贵州财经大学、贵州医科大学、贵阳中医学院、贵州师范学院、贵阳学院等。此外各地州市都建立了本科教学体系。遵义市有遵义医学院、遵义师范学院、贵州航天学院，六盘水市有六盘水师范学院，安顺市有安顺学院，铜仁市有铜仁学院，毕节市有毕节学院，黔东南自治州有凯里学院，黔西南自治州有兴义民族师范学院，黔南自治州有黔南民族师范学院。此外还有十几所高职，大专。

## 科技
贵州省科技呈现出创新能力快速提升、创新体系不断完善、支撑引领作用日渐凸显的良好态势。2011年，全省科技活动人员达到6万人。研究和发展（R&D）经费支出36.3亿元，相当于当年生产总值的0.64%；财政科技拨款21.68亿元，比上年增长30%，财政科技拨款占财政支出的比重为0.96%。2012年末, 全年技术市场合同登记510份，合同金额9.7亿元，签订技术引进合同1814项，合同金额35亿元。2012年1月份至11月份申请专利9373件，专利受理9827件，同比增长49%和41%。2012有县级以上的独立研究开发机构70家，省级以上重点实验室、工程技术研究中心122家，其中国家级重点实验室2家，省部共建国家级重点实验室培育基地3家;有生产力促进中心95家，省级以上科技型企业孵化器7家，其中国家级企业孵化器2家;省级以上高新技术产业基地19家，其中国家级高新技术产业基地7家;高新技术企业172家，可持续发展实验区4个。

## 政治

### 地方首长
| 机构     | · 中国共产党 · 贵州省委员会 | 贵州省人民代表大会 常务委员会 | 贵州省人民政府    | · 中国人民政治协商会议 · 贵州省委员会 |
| 职务     | 书记                        | 主任                          | 省长              | 主席                                  |
| -------- | --------------------------- | ----------------------------- | ----------------- | ------------------------------------- |
| 姓名     | 徐麟                        | 徐麟                          | 李炳军            | 赵永清                                |
| 民族     | 汉族                        | 汉族                          | 汉族              | 汉族                                  |
| 籍贯     | 上海市南汇县                | 上海市南汇县                  | 山东省临朐县      | 山东省临朐县                          |
| 出生日期 | 1963年6月（62歲）           | 1963年6月（62歲）             | 1963年2月（62歲） | 1963年4月（62歲）                     |
| 就任日期 | 2022年12月                  | 2023年1月                     | 2020年11月        | 2023年1月                             |

## 外部連結
- 地理坐标：26°50′N 106°50′E / 26.833°N 106.833°E
- Township level administrative map of Guizhou （页面存档备份，存于）

政府网站
- 贵州省人民政府 （页面存档备份，存于）

官方媒体
- 新华网贵州频道 （页面存档备份，存于）
- 人民网贵州频道 （页面存档备份，存于）
- 贵州金黔在线

## 延伸阅读
[在维基数据编辑]
 《欽定古今圖書集成·方輿彙編·職方典·貴州總部》，出自陈梦雷《古今圖書集成》